# ソポクレス
ソポクレス（古代ギリシャ語: Σοφοκλῆς, ラテン文字転写: Sophoklē̃s [so.pʰo.klɛ̂ːs]; ソポクレース、紀元前497/6年ごろ – 406/5年ごろの冬）は、現代まで作品が伝わる古代ギリシアの三大悲劇詩人の一人。ソポクレスは生涯で120編もの戯曲を制作したが、殆どが散逸し、完全な形で残っているものは7作品にすぎない。
また、ソポクレスは、脇役を加えることにより、プロットを説明するにあたってコロスが担っていた重要性を低下させたという点で、作劇法の発展に影響を与えた。また、アイスキュロスなどの先行する詩人たちから、登場人物を大きく発展させた。
ソポクレスは、ソフォクレスとも表記する場合がある。

## 概要
三大悲劇詩人の残りの二人はアイスキュロスとエウリーピデースであるが、ソポクレスの処女作はアイスキュロスのそれよりも遅くに書かれ、エウリーピデースのものより早く、もしくは同時代に書かれた。
完全な形で現存している作品は、次の7作である。
- 『アイアース』
- 『アンティゴネー』
- 『トラキスの女たち』
- 『オイディプース王』
- 『エーレクトラー』
- 『ピロクテーテース』
- 『コローノスのオイディプース』

ソポクレスはレーナイア祭やディオニューシア祭の期間中にアテーナイで開催される悲劇のコンテストで、50年近くのあいだ最も賞賛された作家であった。コンテスト参加30回のうち、1位の栄冠を手にしたのが18回、残りはすべて次点である。3位以下には一度もならなかった。

## 生涯

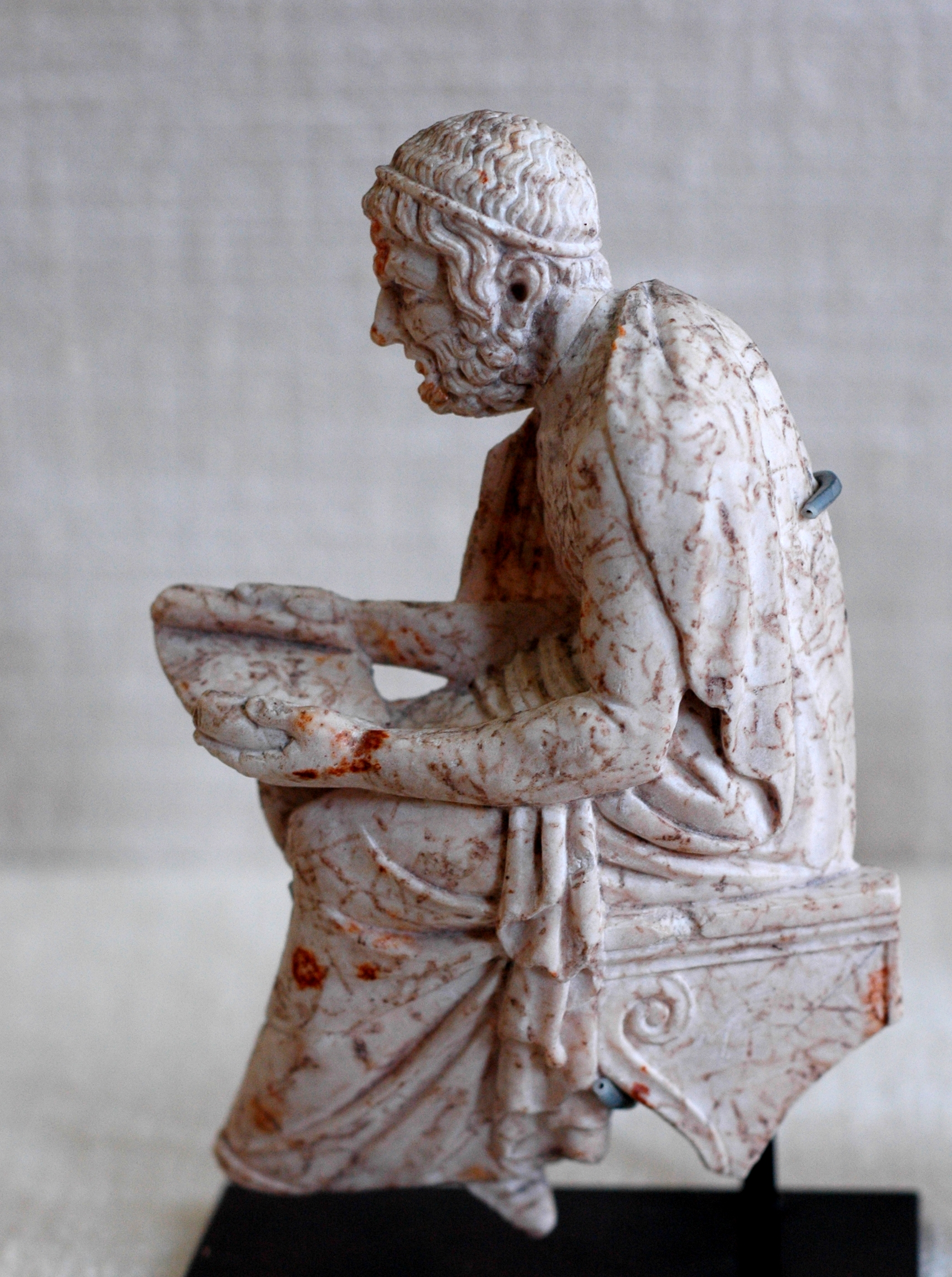
詩人を象る大理石の浮彫り。おそらくソポクレスを表す。

ソピロスの息子、ソポクレスは、アッティカのヒッペイオス・コローノスという集落（デーモス）の富裕な一市民であった。この集落は後にソポクレスの劇作における舞台にもなった。彼自身、この集落の生まれであると考えられている。ソポクレスが生まれた年は紀元前490年のマラトンの戦いの少し前、紀元前497年か496年頃と推測されるが正確な年は不明である。
父のソピロスは防具製作の職人であり、一家は裕福であった。ソポクレスは高い教養を身につけ、紀元前468年のディオニューシア祭の悲劇コンテストではじめての優勝を手にした。このときは当時のアテーナイの悲劇詩人のあいだで指導的立場にあったアイスキュロスを下しての栄冠であった。プルタルコスによると、このときの勝利は異様な雰囲気の中、もたらされたという。
『対比列伝』中の「キモン伝」によると、籤で選ばれた市民が選考する慣習によらず、アルコン（執政官）がコンテストの勝者を決めるために集まったキモンとストラテゴイに諮った。アイスキュロスはこのコンテストにおける敗北のすぐあとにシチリア島へ旅立ち、そこで客死したという。しかし、少なくとも客死したというのは誤伝で、彼はその後10年間はアテーナイで悲劇を制作し続けた。
また、プルタルコスの伝えるエピソードに係る作品が処女作であったということも現代では疑問が呈されている。ソポクレスの処女作は、おそらく紀元前470年のディオニューシア祭で上演された悲劇（その中の一つは『トリプトレモス』である）のどれかである。
紀元前480年、サラミスの海戦におけるギリシアのペルシアに対する勝利を祝う際に、ソポクレスは神に祈りの歌を捧げる合唱隊パイオンの先導者に選ばれた。ソポクレスの創作活動の初期においては、政治家のキモンがパトロンについていた可能性がある。しかし、キモンのライバルだったペリクレスがソポクレスに悪意を抱いたことは一度もなかった。キモンが紀元前461年に陶片追放を受けたときもソポクレスに影響はなかった。紀元前443年から442年にかけて、ソポクレスは「アテーナイの宝」とも呼ばれるヘッレーノタミアイという役職（デロス同盟の財務職）に就き、ペリクレスが政治的に絶頂期にあった時期のポリスの財政運営を手伝った。『ウィタ・ソポクリス』（Vita Sophoclis、ソポクレスの生涯）という書物によると、ソポクレースは紀元前441年にアテーナイの行政をつかさどる十人の将軍の一人に選ばれ、ペリクレスの若き同僚になり、アテーナイ軍のサモス島への遠征に従軍したという。この地位は、ソポクレスの制作した『アンティゴネー』上演の成功がもたらしたものと考えられている。
紀元前420年にソポクレスは自分の家にアスクレーピオス神の祭壇を整え、同神を迎えた。この儀式により、医神アスクレーピオスはアテーナイに導かれたため、アテーナイ市民はソポクレスが亡くなると彼に「デクシオン」（Dexion）、「迎え入れる者」という諡号を送った。ソポクレスはまた、紀元前413年に、ペロポンネソス戦争期間中に、シチリア島へ向かったアテーナイの遠征軍が壊滅したことに対応する事務官（プローブロイの一人に選ばれた。
ソポクレスは紀元前406年から405年にかけての冬の時期に、90歳か91歳で亡くなった。対ペルシア戦争におけるギリシアの勝利と、ペロポンネソス戦争における悲惨な流血とを、その目で見てきた生涯であった。古典古代の有名人の死の多くがそうであるように、ソポクレスの死には数多くの、真偽不詳の尾ひれ羽ひれがつけられた。ソポクレスは自作『アンティゴネー』中の長いセリフを、息継ぎせずに朗誦しようとして絶命したという説がその最たるものである。その他にも、ソポクレスは、アテーナイでアンテステーリア祭が行われているさなか、食事中に葡萄をのどに詰まらせて亡くなったとも、ディオニューシア祭において最優秀の誉れを受けたところ、あまりの幸福ゆえに亡くなったとも言い伝えられている。ソポクレスが亡くなった数ヵ月後、ある喜劇詩人は『詩神たち（ムーサイ）』と名づけた自作の中で、次のような口上を述べてソポクレスの死を悼んだ。「ソポクレスに祝福あれ！かの御仁は長生きし、幸せと才能に恵まれ、多くのよき悲劇を書いた。不運に苦しむことなく、首尾よく人生を終えた。」
一方で、ソポクレスは晩年に耄碌したとして、後見人を必要とする宣言をするよう息子たちから迫られたとも伝えられている。老詩人はこれに対して、法廷で当時未発表の自作『コローノスのオイディプース』の一節をそらんじてみせることによって反駁したと言われている。キケロはこのエピソードを『老年論』の中で詳しく語っている。なお、ソポクレスの息子の一人イオポーンや、孫のソポクレス（祖父と同名）もまた、劇詩人になった。

## 作品と遺産

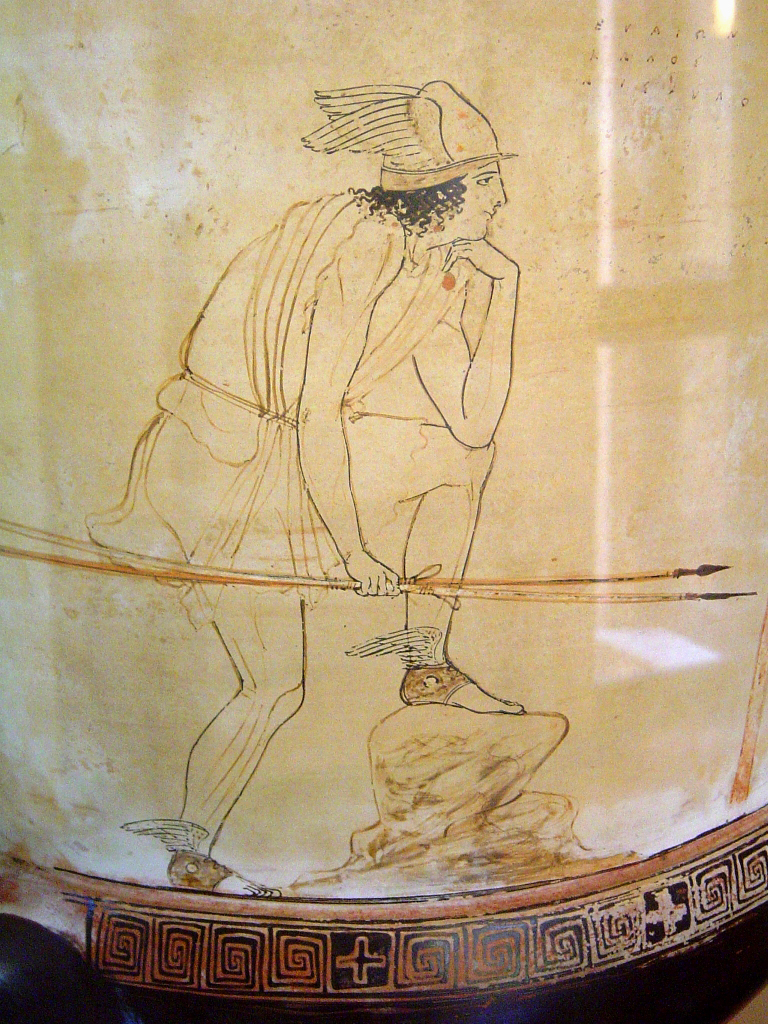
萼型クラテールの外側の凹面白地部分に描かれた古代ギリシアの俳優の肖像。右上の文句は「アイスキュロスの息子エウイアオンは麗しい」と読める。羽のついた兜とブーツを身に着けていることから、ソポクレスの悲劇『アンドロメダー』においてペルセースを演じている可能性がある。紀元前430年ごろのもの。シチリア島のアグリジェント県立考古美術館蔵。

ソポクレスは数々の作劇上の新機軸を演劇にもたらした。彼が最初に試みたことは、三人目の演者の導入であった。この発明はギリシア演劇におけるコロスの役割を大幅に減じ、物語の展開と登場人物同士のぶつかり合いの表現の可能性を拓く大きなきっかけとなった。ソポクレスが脚本を書き始めたころアテーナイの劇作界に大きな影響を及ぼしていたアイスキュロスでさえもソポクレスの後に続き、晩年に向けて自作に三人目の演者を登場させる構成になっていった。アリストテレスはスケノグラピア（skenographia）と呼ばれる背景美術ないし舞台美術を最初に導入した人物がソポクレスであるとしている。巨匠アイスキュロスが紀元前456年に亡くなってはじめて、ソポクレスはアテーナイで最も卓越した悲劇詩人となった。
これ以後、ソポクレスは悲劇コンテストで勝利を重ね、ディオニューシア祭で18回、レーナイア祭で6回、優勝した。ソポクレスの作品は構成上の革新に加え、登場人物たちの掘り下げ方に、従来の悲劇詩人たちよりも深いものがあることが知られている。ソポクレスの名声は遠く異国にまで聞こえ、宮廷への出仕の誘いが一再ならずあったが、シチリアで亡くなったアイスキュロスやマケドニアで暮らしたエウリーピデースとは異なり、ソポクレスはこの種の誘いをすべて断った。ソポクレスの作品『オイディプース王』は、アリストテレスが『詩学』の中で、悲劇における最高傑作の一例として挙げており、ソポクレス作品が後世のギリシア人にも高く評価され続けていたことがわかる。
現代まで伝わる7作のうち、制作年代がわかっているのは、『ピロクテーテース』（前409年）と『コローノスのオイディプース』（前401年、ソポクレスの孫が亡くなった後に上演された）の2作だけである。その他の作品については、『エーレクトラー』が上記二作と様式上の類似を見せていることから、おそらく同時期、ソポクレス晩年の作であろう。同様に様式上の要素を検討したところによると、『アイアース』、『アンティゴネー』、『トラキスの女たち』の三作が初期作品であり、『オイディプース王』が中期に位置づけられる作品であると一般的に考えられている。ソポクレスの詩劇のほとんどには、その奥底に宿命論が一貫して流れると共に、ソクラテス的な論理の運び方の萌芽も見られる。これらはギリシア悲劇に長く続く伝統として受け継がれていった。

### テーバイに関する三作
神話上の登場人物、オイディプースは、父を殺し、母と交わる。しかし彼は、いずれも自分の父母であることを知らずに、その行為を行った。オイディプースの子孫は三代にわたって呪われる運命となる。ソポクレスの悲劇、『オイディプース王』、『コローノスのオイディプース』、『アンティゴネー』の三作はいずれもオイディプースが治めていたころのテーバイ王家の運命に関する悲劇であるか、もしくはその後日談である。
この三作を一冊の本にまとめて出版することがよく行われているが、三作はそれぞれ、異なる年のディオニューシア祭のために書かれたものである上、一作目が書かれてから三作目が書かれるまでの間に36年の月日が経っており、制作時期が大きく異なっている。制作の順序は神話上の時系列に沿ったものではなく、『アンティゴネー』、『オイディプース王』、『コローノスのオイディプース』の順で制作された。もとより三部作として制作されたものではなく、むしろ異なる三つの連作悲劇から抜き出された作品の寄せ集めである。そのため、テーバイ三作のストーリーにはいくつかの矛盾、および同じ登場人物の性格に大きな相違（たとえばクレオーン）がある。ソポクレスはこれらの三悲劇のほかにも、テーバイに関係する悲劇を書いている。そのうちの一つが『エピーゴノイ』であるが、断片だけしか現代に残らなかった。

### その他の悲劇作品
テーバイ三作のほかにソポクレスの作品としては、『アイアース』、『トラキスの女たち』、『エーレクトラー』、『ピロクテーテース』の四作が残っている。『ピロクテーテース』は前409年の悲劇コンテストで一等を取った作品である。
『アイアース』はトロイア戦争の誇り高き英雄、テラモーンの息子アイアースに焦点を当てる。アイアースは、アキレウスの形見の鎧が、自分ではなくオデュッセウスに送られることを知ると深く動揺する。そして、裏切りへと駆り立てられ最終的には自殺してしまう。メネラーオスとアガメムノーンがアイアースへの敵意を募らせる中、オデュッセウスは、アイアースを丁重に葬るよう、両王を説得する。
『トラキスの女たち』は十二の難行を成し遂げた英雄ヘーラクレースを意図せず殺してしまったデーイアネイラの悲劇を基にしたものである。なお、劇の題名は女声のコロスが「トラーキースの女たち」を演じることにちなむ。ヘーラクレースの妻デーイアネイラは騙されて、ヒュドラの毒を媚薬と思い込み、夫の衣服の一つにそれを染み込ませる。ヘーラクレースは毒の苦しみにさいなまれながら死ぬ。真実を知ったデーイアネイラは自殺する。
『エーレクトラー』はアイスキュロスの悲劇『コエーポロイ』の筋書きにおおむね沿った物語であり、エーレクトラーとオレステースが母クリュタイムネーストラーとその情夫アイギストスを殺し、二人に殺された父アガメムノーンの仇を討つ神話の詳細を語る。
『ピロクテーテース』はトロイア戦争に参戦したピロクテーテースの物語の再話である。ヘーラクレースの強弓を受け継いだピロクテーテースは、トロイアへ向かう途上、ギリシアの軍船に見捨てられ、レームノス島に置き去りにされる。ところが、ギリシア方は彼の持つ弓なしではいくさに勝てないことを知る。彼らはオデュッセウスとネオプトレモスを島に送り、ピロクテーテースを連れてこさせようとする。しかしながら、かつての仕打ちを忘れていない彼は復帰を断る。ピロクテーテースにトロイアへ行くことを説得しえたのは、デウス・エクス・マキナとして唐突に現れたヘーラクレースだけであった。

### 断片が残る作品
ソポクレスに関連付けられている詩劇の数は、下のリストに示すように120作品を越えるが、いつごろ制作されたものであるかわかっている作品はほとんどない。『ピロクテーテース』は前409年に書かれたことが知られている。また、『コローノスのオイディプース』は前401年に上演されたことがあることだけがわかっている。上演時にソポクレスは既に亡くなっており、その上演はソポクレスの孫の成人の儀式における出来事であった。古代ギリシアの祭祀のために詩劇を書く場合、三つの悲劇に一つのサテュロス劇を添えて一組の四部作として奉呈するのが慣わしであった。大多数の作品の制作年代が不明であることに伴い、それらが、どの作品と組み合わされて一組となっていたのかがわからなくなっている。もっとも、テーバイに関する三作品が、ソポクレスの生前まとめて上演されたことはないことは確実である。
『イクネウタイ』（追いかけるサテュロスたち）の断片は、エジプトで1907年に発見された。オクシュリュンコス・パピュロスと呼ばれる古文書群から見つかった『イクネウタイ』の断片を集めると全体の半分程度になった。サテュロス劇はほとんどすべてが失われ、完全な形で残っているのはエウリーピデースの『キュクロープス』だけである。新発見のソポクレスの作品の断片は、『キュクロープス』に次いで、最も多くの詩句が伝わるサテュロス劇である。オクシュリュンコス・パピュロスからは悲劇『エピーゴノイ』の断片も見つかった。肉眼では読めなくなっていたパピュロスに赤外線を照射し、その反射スペクトラムを得るという衛星写真など宇宙技術で培われた技術を利用して失われた数行を再現することに成功した。『エピーゴノイ』の内容は、二度目のテーバイ攻めの物語である（→エピゴノイ参照）。以下は断片だけが伝わるソポクレス作品の一覧である。
- Aias Lokros (Ajax the Locrian)
- Aias Mastigophoros (Ajax the Whip-Bearer)
- Aigeus (Aegeus)
- Aigisthos (Aegisthus)
- Aikhmalôtides (The Captive Women)
- Aithiopes (The Ethiopians), or Memnon
- Akhaiôn Syllogos (The Gathering of the Achaeans)
- Akhilleôs Erastai (Lovers of Achilles)
- Akrisios
- Aleadae (The Sons of Aleus)
- Aletes
- Alexandros (Alexander)
- Alcmeôn
- Amphiaraus
- Amphitryôn
- Amycos
- Andromache
- Andromeda
- Antenoridai (Sons of Antenor)
- Athamas (two versions produced)
- Atreus, or Mykenaiai
- Camicoi
- Cassandra
- Cedaliôn
- Cerberus
- Chryseis
- Clytemnestra
- Colchides
- Côphoi (Mute Ones)
- Creusa
- Crisis (Judgement)
- Daedalus
- Danae
- Dionysiacus
- Dolopes
- Epigoni (The Progeny)
- Eriphyle
- Eris
- Eumelus
- Euryalus
- Eurypylus
- Eurysaces
- Helenes Apaitesis (Helen's Demand)
- Helenes Gamos (Helen's Marriage)
- Herakles Epi Tainaro (Hercules At Taenarum)
- Hermione
- Hipponous
- Hybris
- Hydrophoroi (Water-Bearers)
- Inachos
- Iobates
- Iokles
- Iôn
- Iphigenia
- Ixiôn
- Lacaenae (Lacaenian Women)
- Laocoôn
- Larisaioi
- Lemniai (Lemnian Women)
- Manteis (The Prophets) or Polyidus
- Meleagros
- Minôs
- Momus
- Mousai (Muses)
- Mysoi (Mysians)
- Nauplios Katapleon (Nauplius' Arrival)
- Nauplios Pyrkaeus (Nauplius' Fires)
- Nausicaa, or Plyntriai
- Niobe
- Odysseus Acanthoplex (Odysseus Scourged with Thorns)
- Odysseus Mainomenos (Odysseus Gone Mad)
- Oeneus
- Oenomaus
- Palamedes
- Pandora, or Sphyrokopoi (Hammer-Strikers)
- Pelias
- Peleus
- Phaiakes
- Phaedra
- Philoctetes In Troy
- Phineus (two versions)
- Phoenix
- Phrixus
- Phryges (Phrygians)
- Phthiôtides
- Poimenes (The Shepherds)
- Polyxene
- Priam
- Procris
- Rhizotomoi (The Root-Cutters)
- Salmoneus
- Sinon
- Sisyphus
- Skyrioi (Scyrians)
- Skythai (Scythians)
- Syndeipnoi (The Diners, or, The Banqueters)
- Tantalus
- Telephus
- Tereus
- Teukros (Teucer)
- Thamyras
- Theseus
- Thyestes
- Troilus
- Triptolemos
- Tympanistai (Drummers)
- Tyndareos
- Tyro Keiromene (Tyro Shorn)
- Tyro Anagnorizomene (Tyro Rediscovered).
- Xoanephoroi (Image-Bearers)

### ソポクレス自身は自作をどのように捉えていたか
プルタルコスの『倫理論集（モラリア）』の一冊、『人は如何にして自らの内面の成長に気づくか』第7節には、ソポクレスが作家としての自分の成長について話す一節がある。プルタルコスはおそらく、キオス島のイオンが著した『エピデミアイ』（Epidemiae, Ἐπιδημίαι）を参照した。『エピデミアイ』は断片しか現伝しないが、イオンがソポクレスなど同時代の著名人と会い、語り合った話を収録した本であると考えられている。プルタルコスの書いた文章（ラテン語）は「ソポクレスが自分はアイスキュロスを模倣したと言っている」と解釈できるが、文法的にあわない翻訳であり、ソポクレスがアイスキュロス作品をからかっていたとするソポクレスの言葉にも附合しない。そこでソポクレスが言っているのは、自分がアイスキュロスの作品の水準に完全に到達したということであって、アイスキュロスの様式を模倣する段階は通り越して、むしろその様式についてはやれることをやりつくしたという意味である。アイスキュロスに対するソポクレスの意見は賛否こもごもである。詩劇を制作し始めたころは作品を真似するほどに尊敬していた。しかしその様式については留保し、いつまでも模倣し続けはしなかった。
プルタルコスによると、ソポクレスは自分の成長の段階を三期に分けて次のように語る。第一期においてソポクレスは、「アイスキュロス流の大言壮語」でもって作品を作り始めた。第二期に入るとアイスキュロスの作劇法を完全に自分のものにした。そして、聴衆の感情を掻き立てる手法を新しく導入した。例えば、『アイアース』において、アテーナイがアイアースをあざけると、舞台から役者がみな立ち去る。アイアースひとりを残して。彼が自殺できるようにである。第三期は、前二期と異なり、台詞回しにいっそう気を使うようになったという。登場人物がいかにもその人物が語りそうな、自然な言い回しで話すように心がけ、個人的な感情をより説得力あるものにしたという。

## ソポクレスの演劇

### 形式面
アイスキュロスの作品と比較した場合に、ソポクレスのもっとも特筆すべき創意工夫は、「続きもの」の悲劇を作ることをやめたことである。われわれが知る限りにおいて、ソポクレスはそのような悲劇を一つも制作していない。この変更は、一つの作品の範囲内で、登場人物の思い切った行動と、その心理に焦点を当てることになった。
また、アリストテレスによると、トリタゴニスト（三人目の役者）を舞台に登場させることと、舞台上に背景美術を置くことも、ソポクレスの創意に帰せられるという。三人目の役者の導入は、登場人物同士のやりとりや対立を豊かに表現することを可能にし、それと同時に悲劇の進行におけるコロスの重要性を低下させる結果をもたらした。オレステースに関する作品につけられた題名からも、そのことは如実に分かる。エウリーピデースの作品は『供養する女たち』という題名が示すように、コロスが前面に押し出されている。他方ソポクレスは主人公の名前から『エーレクトラー』と名づけている。ソポクレスの最初の構想はエウリーピデースの提示した物語の枠内に留まるものであったであろう。その構想にオレステースの姉が入り、作品の主役となった。ソポクレスの他の作品においても登場人物が悲劇の題名になっている。唯一の例外が『トラキスの女たち』である。

### 倫理的葛藤
オイディプースの頑固さは、倫理的正当性を持たず、価値観への反発とも関係がない。そのようなオイディプースを扱ったソポクレスの二作品を別として、残された作品に共通する第1の点は、倫理的な行動を選び取ることが作中で中心的な位置を占めていることである。『アンティゴネー』はこれに最もよく当てはまり、家族と国家、人情と権力、信仰と遵法といった複数の「義務対」（ジャクリーヌ・ド・ロミリの表現）が対置される。葛藤は人の掟と神の掟の葛藤に帰結されず、ジャン＝ピエール・ヴェルナンが注釈するところによると、「完全な敬神とまったくの不信心が対置されない。ただし、信仰のあり方には二種類の異なる類型が提示される。一方は家族的でまったく個人的な信仰である。他方は公的な信仰であって、そこではポリスの守護神が最終的に国家の崇高な価値観に一体化する」という。オイディプースの娘アンティゴネーのあやまちは狂信にあると、「死を司るディケー」は「天を司るディケー」に語る。
もう一つの好例が『エーレクトラー』である。『エーレクトラー』において、クリュタイムネーストラーとアイギストス殺害のエピソードは悲劇の終わりになって初めて挿入される。悲劇は一貫してヒロインの心理を展開し、実母の殺害へと至る父のあだ討ちの主題を発展させる。残りの作品にも同様に、倫理的対立構造が見られる。『アイアース』においては、名誉にこだわって自分を曲げられない主人公に対して、テレウタスの娘テクメーッサの献身的な嘆き、アイアースの名誉回復の試みとアガメムノーンが、オデュッセウスの謙虚さとアイアースの傲慢さが、対置される。アイアースとテクメッサと同様に、『トラキスの女たち』においてはヘーラクレースとその従順な性格の妻、デーイアネイラが対置される。『ピロクテーテース』は、アカイア人みなの利益を代表して、傷つき弱っているピロクテーテースの大切にしている物を盗む策略の適任者として、オデュッセウスに指名されたネオプトレモスのジレンマを描写することに作品全体が費やされている。「正直であることは、はしっこいことよりも価値のあることだよ」と言い、英雄は最終的にすべての妥協を拒む。

### 神々の役割
アイスキュロス劇では神々に重要な役割が与えられている。アイスキュロス劇における神々の重みに比すと、ソポクレス劇は神々に異なる役割を持たせており、神々は劇中の出来事から遠く隔絶した存在である。ボールドリーによるとソポクレス劇にはギリシア悲劇の原点である宗教儀式の雰囲気がない。『アイアース』冒頭に現れるアテーナーだけは例外であるが、現存する作品の中に神々が劇中に姿を現す作品はない。しかし、この神々の遠さが結果として、ステージ上の演技により表現される人間の世界と、コロスの合唱により表現される神々の世界とのコントラストを強調する。神々の世界がコロスにより表現される作品としては『アンティゴネー』や、『オイディプース王』がある。その逆に、ソポクレスは人を儚いものと位置づけており、過ぎ行く時の前には無力な存在であることを強調する。『アイアース』ではコロスが「全能なる時間が消し去れぬものはない」と船乗りたちの唄を歌う。
神々との隔絶はしかし、神的な介入を妨げない。ソポクレス劇が神々の介入を受けるのは、ただ神託のみであって、アイスキュロス劇のように「神の正義」が示されることはない。また、その神託は神が決めた通りに動く人間の配役表に過ぎない。『トラキスの女たち』では冒頭でデーイアネイラが、「ヘーラクレースは思いがけなく命を落とす。勝利を得るが、それゆえに人生最後の日々を平穏に過ごすことは決してないであろう。」という神託を述べる。『アイアース』ではカルカースの予言を、伝令が伝えて次のように言う。「もしも我々が彼を助けんとし、いずれの神の御加護によってか、彼がこの日々に命を永らえたとしたならば、アテーナーの怒りはこの程度では済まぬ」。ヘーラクレースの言葉によれば、ピロクテーテースはトロイアでしか治癒し得ない。しかし彼はトロイアにたどり着けるだろうか？神託はしばしば不正確で曖昧なものであると考えられるので、神託には「希望を抱いたり過ちを犯したりする余地が残されている」。時には、ヘーラクレースが息を引き取る場面のように、託宣を下す神々同士の歩み寄りが解決をもたらすこともある。ヘーラクレースは、父に下された託宣どおり、死ぬほどの苦痛にさいなまれて死ぬ。死という安らぎをヘーラクレースに与えるものは、妻デーイアネイラが夫の下着に塗ったネッソスの血であった。神託がその通りにならないという余地が残されていることは、演じられている人物の運命に予期せぬ展開がもたらされるということでもある。Romillyによると、人間は運命の皮肉と呼びうるようなものの玩具に過ぎないという考えの上にソポクレスのドラマツルギーは成り立っている。ソポクレスに特徴的なそれは、悲劇の観客の目には意味が明瞭であるが、劇中人物たちにとっては必ずしも意味が明らかではない悲劇的アイロニーである。アイスキュロス悲劇とエウリーピデース悲劇における悲劇的アイロニーは、劇中人物が他の人物をだますというかたちになるが、ソポクレス悲劇ではごく稀な例外を除いて、劇中人物同士であざむくことがなく、例えば『トラキスの女たち』で言えば、デーイアネイラがヘーラクレースを殺すための道具にされてしまい、英雄の死の前にコロスが希望の歌を歌うといったかたちになる。『アイアース』、『アンティゴネー』における悲劇的アイロニーも同様である。ソポクレス悲劇においてほしいままに振舞うのは、人間ではなくて神々である。
上述のような神々の遠さと悲劇的アイロニーは、『オイディプース王』において最も成功したかたちで見ることができる。自分が「父親を殺し母親とまぐわう」人物であることを知るためのオイディプースの「悲劇的探求」は、オイディプースが彼に対して宣告された神託から逃れるために行ったものではある。しかし、オイディプースはこの探求により、まったくの故意なく行った行動の結果を知ることになった。『オイディプース王』において顕著な、このアイロニーの完全性は、神々の残酷さ、あるいは無関心ゆえに引き起こされたと解釈されるべきではない。なぜなら、オイディプースは他の作品『コローノスのオイディプース』の中で加護される運命にあるからである。敬虔なソポクレスによれば、「人間は理解はせずとも崇拝はする」ものであり、クレオン、オイディプース、イオカステーは、神々や神託を軽んじた対価を支払う。悲劇は人間の過ちゆえに引き起こされたのである。

### ソポクレス劇の英雄像
演劇様式の発展におけるソポクレス劇が果たした役割に鑑みると、ソポクレス劇は人間中心であると考えられるかもしれない。しかし、作品のタイトルには、たいていの場合英雄の名前がつけられ、英雄は他の人物とは対照的である。英雄の英雄たるゆえんは、「人間のいかなる援助からも自ら進んで離れていようとする振る舞い」によって確認される。オイディプースの娘アンティゴネーは当初、妹のイスメーネーに一緒に行動を起こすことを持ちかける。ところが妹に断られたことでむしろ頑なになり、クレオンの怒りを前にしてイスメーネーに協力してもらうべきときでさえも一切の助力を拒否せざるを得なくなる。「あなたはわたくしに従うことを望みませんでしたし、わたくしもあなたを、わたくしの謀議に関わらせませんでした」。かくしてアンティゴネーは早くも独り、「友なく、夫もなく」、「みなに見棄てられる」。彼女がなしたことを歌いなおすコロスは、彼女が狂気にあると歌う。『アイアース』の冒頭で示されるアイアースの狂気は、アンティゴネーの狂気に比肩しうるものである。アイアースは、船乗りたちの合唱やテクメッサと息子らによる慰めの一切を拒絶して、「孤独を自らの心の中に放り込む」。そして作品は、孤独そのものといったシーンの周りに、アイアースの独白と自決を有機的に連関させる。アイアースの決別の言葉を聞く者は誰一人おらず、アイアースが自らの思いを訴えかける相手は、太陽、サラミス島、アテーナイ、トロイアの景観である。
これらの要素は『エーレクトラー』においても認めることができる。家族に見棄てられたヒロインは、弟オレステースの死を知り、妹クリューソテミスに助力を断られる。頂点に達した孤独の中で、エーレクトラーは「もうよい！わたくしが自らたった一人で企てをやり遂げましょう」と叫び、心を決める。ジャクリーヌ・ド・ロミリーの解説によると、ヒロインをヒロインたらしめるのは孤独である。『ピロクテーテース』においても、英雄はネオプトレモスが奪いに来た弓の他に何も持たず、ただ独り、見棄てられていた。
ソポクレスは、「英雄の選択」というモチーフを表現するにあたって、オイディプースという神話上の英雄に最良の適用例を見出す。『コローノスのオイディプース』において英雄は、息子たちに拒まれ、人を遠ざける盲目の放浪者である。孤独は作中でクレオンがオイディプースから娘たちを引き離すことにより、ますます強められ、倫理的問題も加わって、オイディプースが我が行いの報いはもう十分に何度も受けたと断言するに至る。ソポクレスは、オイディプースを孤独から解放しない。オイディプースは町外れに住み、誰にも見取られることなく死ぬ。しかしながら、この孤独こそが英雄の卓越性と神から与えられた特権を証し立てするものになる。「ソポクレス悲劇の英雄は、他の悲劇の英雄と同じく、例外的な存在である。しかし、他者との違いはわずかしかなく、英雄は例外的な人間に過ぎない」。

## 日本語訳
- 『ギリシア悲劇全集』 岩波書店
  - 『（3）ソポクレース I』 1990年、ISBN 4000916033
  - 『（4）ソポクレース II』 1990年、ISBN 4000916041
  - 『（11）ソポクレース断片』 1991年、ISBN 4000916114
- 『ギリシア悲劇 II　ソポクレス』 筑摩書房〈ちくま文庫〉、1986年、ISBN 4480020128
  - 元版『世界古典文学全集（8） アイスキュロス・ソポクレス』

筑摩書房、初版1964年、復刊2005年ほか、ISBN 4480203087
- 『希臘悲壯劇 ソポクレース』 理想社、1941年
- 『ギリシア悲劇全集 II』 人文書院、1960年
- 『ギリシャ悲劇全集 II』 鼎出版会、1978年
- 『古典劇大系 第一巻希臘編（1）』 近代社、1925年
- 『世界戯曲全集 第一巻・希臘編』 近代社、1927年
- 『世界文學大系（2） ギリシア・ローマ古典劇集』 筑摩書房、1959年
- 『ギリシア劇集』 新潮社、1963年